# Gulstrimmig honungsfågel
Gulstrimmig honungsfågel (Ptiloprora meekiana) är en fågel i familjen honungsfåglar inom ordningen tättingar.

## Utbredning och systematik
Gulstrimmig honungsfågel delas in i två underarter med följande utbredning:
- P. m. occidentalis – Sudirmanbergen på centrala Nya Guinea
- P. m. meekiana – bergsområdet Herzog och i bergsområdena på sydöstra Nya Guinea

## Status
IUCN kategoriserar arten som livskraftig.